# Direction d'infrastructure de la Défense de Fort-de-France
La direction d'infrastructure de la Défense (DID) de Fort-de-France est une des directions déconcentrées du service d'infrastructure de la Défense, implantée au sein du fort Desaix, qui est chargée de l'aménagement et de l'entretien des infrastructures militaires, de la maintenance immobilière, de la maîtrise de l’énergie non stockée ainsi que de la gestion administrative et technique du patrimoine au profit des forces armées aux Antilles.

## Historique
En application de l'arrêté du 25 septembre 2008, la direction mixte des travaux maritimes et du génie de Fort-de-France a pris l'appellation de « direction d'infrastructure de la Défense de Fort-de-France ». Son champ d'intervention couvre des implantations de l'Armée de terre, de l'Armée de l'air et de l'espace, de la Marine nationale, de la Gendarmerie nationale et d'autres organismes.
La DID de Fort-de-France est l’héritière de plus de 400 ans d’architecture militaire aux Antilles.
Le fort Royal, actuel fort Saint-Louis qui sert aujourd’hui d’écrin à la base navale, a été construit en 1680 par l’ingénieur du Roy François Blondel, sous les ordres du maréchal de Vauban. Un siècle plus tard, le fort Bourbon, actuel fort Desaix est érigé. Il abrite actuellement l’état-major interarmées, le 33e régiment d'infanterie de marine et les services de soutien (DID, DICOM, DIASS, DIRISI) notamment. Ces deux fortifications ont survécu à l’effroyable tremblement de terre qui a rasé Fort-de-France en 1839.
Avec l’ère industrielle, la base navale s’étend à l’intérieur de la baie de Fort-de-France, avec la construction en 1868 d’un bassin de radoub, qui sert actuellement à l’entretien à sec des unités des Antilles et de Guyane de la Marine nationale, puis en 1870 d’un quai au charbon, rebaptisé quai aux huiles en 1931, toujours utilisé pour le maintien en condition opérationnelle naval.
Pendant la Seconde Guerre mondiale, la baie de Fort-de-France servira de mouillage à l’unique porte-avions français, Le Béarn, au croiseur école Jeanne d’Arc et au croiseur Émile Bertin. Ce dernier apporte 286 tonnes d’or de la banque de France, qui seront entreposées sous bonne garde dans les soutes du fort Desaix.
Après la Libération, plusieurs villas officiers de style moderniste sont construites au morne Desaix par Louis Caillat, dont l’actuelle résidence du commandant supérieur des forces armées aux Antilles (COMSUP). Elles constituent dorénavant un patrimoine remarquable entretenu avec soin par la DID Fort-de-France.
Le début des années 70 est marqué par la construction, sur le morne Desaix, de plusieurs ensembles immobiliers toujours en fonction : le bâtiment état-major, la zone technique mutualisée avec la Gendarmerie nationale, l’hôtel de garnison et de nombreux logements.
Depuis 2010, la DID entreprend la réhabilitation échelonnée de ces bâtiments, avec en particulier un effort significatif sur le logement des familles.

## Missions et organisation

### Missions
Les missions de la DID couvrent aussi bien le soutien Infrastructure au profit de la force de souveraineté, que les missions usuelles du Service :
- l’assistance au commandement
- la rédaction d’un schéma directeur immobilier prospectif à 10 ans
- la réalisation d'opérations d'infrastructure (conduite d'opération, maîtrise d'œuvre)
- la réalisation du maintien en condition
- la gestion des fluides (eau, énergie)
- l’assistance pour la gestion du domaine immobilier

Ainsi que l’appui à la Force lors de la gestion de crises :
- l’aide au déploiement
- le diagnostic d’urgence après catastrophe naturelle
- la reconstruction éventuelle pour le compte de l’État en soutien des préfets

Ainsi, la DID Fort-de-France était présente le lendemain du passage de l’ouragan Irma à Saint-Martin en 2017, pour apporter au COMSUP et au préfet un premier diagnostic de l’état de dégradation des infrastructures, prioriser et planifier en amont l’intervention des moyens lourds du génie, apporter une assistance au préfet et reconstruire la préfecture rasée par l’ouragan.
Seul service constructeur de l’État présent aux Antilles capable de mener, en maîtrise d’œuvre interne, des chantiers à haute plus-value, l’expertise de la DID est connue et reconnue au-delà du seul ministère des Armées.

### Organisation
La DID de Fort-de-France, forte de ses 68 personnels civils et militaires, est composée de 3 divisions et d’un détachement :
- division Administration (DIV ADM) ;
- division Projets (DIV PRO) ;
- division Gestion du Patrimoine (DIV GP) ;
- le détachement du SID de Guadeloupe hébergé au camp Dugommier, à Baie-Mahault.